# SDF Group
Le groupe SAME Deutz-Fahr - SDF est une multinationale dont le siège social est en Italie à Treviglio, dans la province de Bergame. Il s'agit du troisième plus important constructeur au monde de tracteurs, moissonneuses-batteuses, moteurs diesel, machines agricoles. Il distribue ses produits sous les marques SAME, Lamborghini Trattori, Hürlimann, Deutz-Fahr, Grégoire, Lamborghini Green Pro et Vitibot. La gamme de tracteurs couvre une puissance de 23 à 440 ch et celle des moissonneuses-batteuses de 100 à 395 ch.

## Histoire du groupe

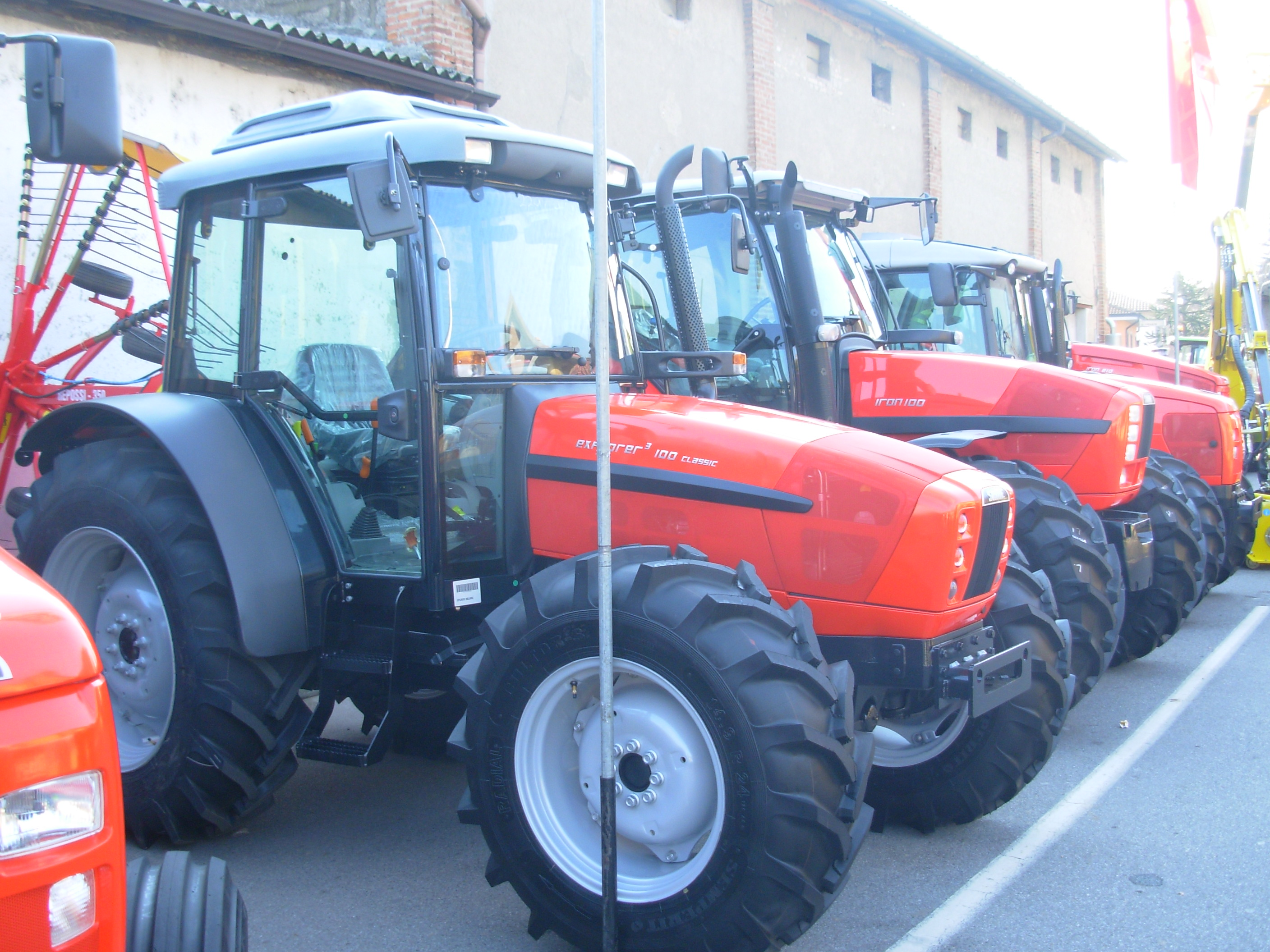
Tracteurs SAME

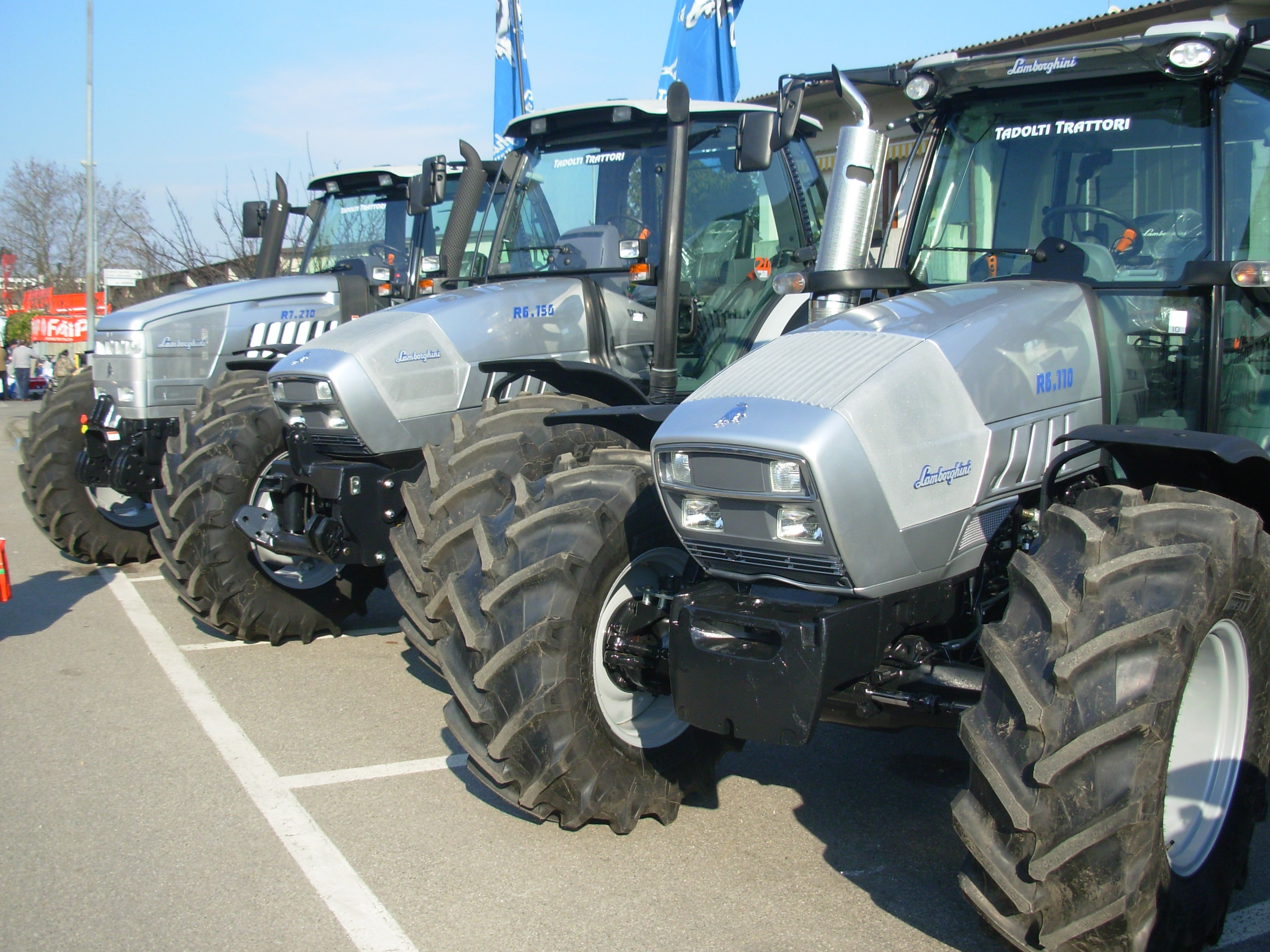
Tracteurs Lamborghini

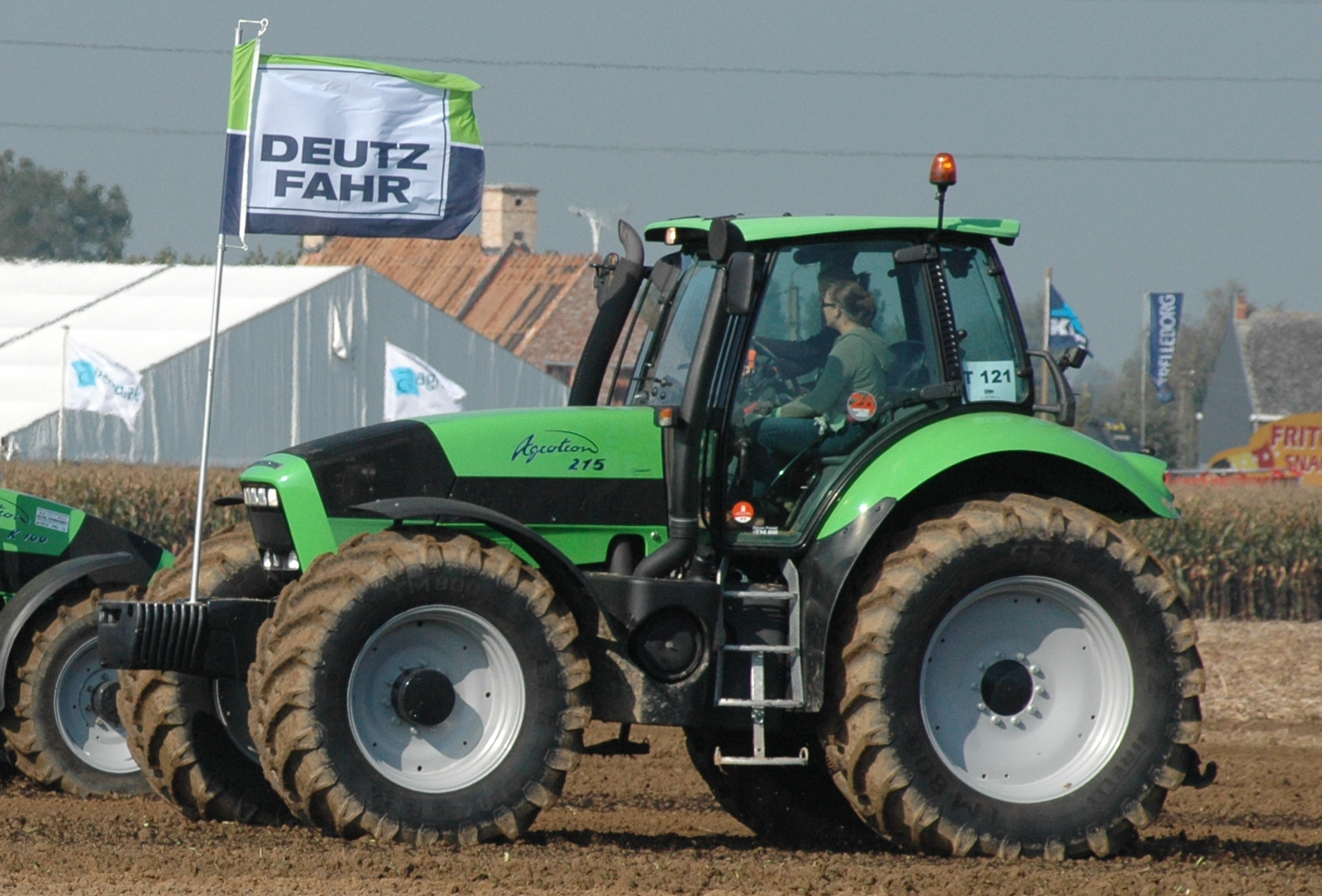
Deutz-Fahr Agrotron Tracteur

L'histoire du groupe italien débute en 1942 par la fondation de la société SAME (Società Accomandita Motori Endotermici) à Treviglio (BG). Après avoir racheté en 1973 Lamborghini Trattori S.p.A., fondée par Ferruccio Lamborghini, la direction de SAME se lance dans un processus de croissance externe avec la prise de contrôle de nombreuses autres sociétés.
Parallèlement à l'achat en 1979 de la société Hürlimann, le groupe adopte un nouveau nom : SAME-Lamborghini-Hürlimann (S-L-H).
1995 est l'année du rachat de la division moteurs du groupe allemand KHD (la division poids lourds et autobus KHD-Magirus Deutz a été rachetée par Fiat) et de l'entreprise Deutz-Fahr. La raison sociale du groupe devient alors SAME Deutz-Fahr. En 1996 SAME Deutz-Fahr Inde est créée. De 2003 à 2012 le groupe SDF est actionnaire du groupe allemand Deutz AG ; en 2003 il rachète également 10 % de la société Sampo Rosenlew, dont le siège est en Finlande, spécialisée dans la production de composants et de moissonneuses-batteuses de quatre à cinq secoueurs, avant de céder ultérieurement sa participation. En 2005, à la suite de l'achat de l'entreprise Ðuro Ðakovic (en), dont le siège est en Croatie, le groupe fonde la société « Deutz-Fahr Combines », avec laquelle il réalise aujourd'hui composants et moissonneuses-batteuses à marque Deutz-Fahr. En 2008, le Musée Historique Deutz-Fahr est créé au siège principal du groupe à Treviglio. En 2011 le groupe rachète l'entreprise française Grégoire SAS, spécialisée dans la viticulture, l'oléiculture, la taille, la vendange et la récolte des olives. La même année SAME Deutz-Fahr crée une coentreprise en Chine avec « Shandong Changlin Machinery » dont SDF en deviendra le seul actionnaire en 2006. En 2014, SDF crée « SAME Deutz-Fahr Traktör Sanayi ve Ticaret A.Ş. » dont le siège est à Istanbul en Turquie.

## Présence internationale
Avec près de 4 300 employés et un chiffre d'affaires de 1 366 millions d'euros en 2016, le groupe SAME Deutz-Fahr a son siège social à Treviglio dans la province de Bergame dans le nord de l'Italie, au cœur de la région où l'entreprise a été créée. La production, la vente, le service après-vente et la distribution des pièces de rechange sont gérés à travers huit sites de production (entre Europe et Asie), une filiale en Chine, 13 filiales commerciales (en Europe, Asie et Amérique du Nord) et un réseau commercial composé de 143 importateurs et plus de 3 000 concessionnaires dans le monde entier.
Sites de production :
- Treviglio (Italie) : tracteurs de milieu et milieu-haut de gamme de 70 à 170 ch ;
- Lauingen (Allemagne) : tracteurs de milieu-haut et haut de gamme de 120 à 440 ch ;
- Županja (Croatie) : moissonneuses-batteuses de 222 à 395 ch ;
- Ranipet (Inde) : tracteurs de bas et milieu-bas de gamme de 30 à 80 ch, moteurs diesel de 30 à 170 ch ;
- Châteaubernard (France) : machines pour la vendange et la récolte des olives de 100 à 187 ch ;
- Bandırma (Turquie) : tracteur de milieu de gamme de 50 à 105 ch ;
- Linshu (Chine) : tracteurs de 26 à 270 ch ;
- Suihua (Chine) : tracteurs au delà de 210 ch.

## Prix
Les tracteurs réalisés par les entreprises du groupe SDF ont obtenu de nombreux prix et reconnaissances au cours des années ; parmi eux :
| année | produit                      | prix                                                 | pays      |
| ----- | ---------------------------- | ---------------------------------------------------- | --------- |
| 2013  | Deutz-Fahr 7250 TTV Agrotron | Red Dot Product Design Award                         | Allemagne |
| 2013  | Deutz-Fahr 7250 TTV Agrotron | Tractor of the year et Golden Tractor for the Design | Italie    |
| 2014  | Deutz-Fahr 7250 TTV Agrotron | Prix Compasso d'Oro                                  | Italie    |
| 2014  | Lamborghini Nitro            | Red Dot Product Design Award                         | Allemagne |
| 2014  | Lamborghini Nitro 130 VRT    | Golden Tractor for the Design                        | Allemagne |